# Jean Bouchaud
Jean Bouchaud (Saint Herblain, 1891 - Nantes, 1977) fue un pintor, diseñador e ilustrador francés. 
Desde su infancia estuvo fascinado por los viajes , pasión desarrollada al observar los barcos de vela procedentes de África y sus tripulantes, atracados en el puerto de Nantes.  Además de sus viajes por África y otros lugares, también recibió una beca del gobierno colonial francés en Indochina y viajó a Camboya, Laos y Vietnam durante 1924 y 1925, ganando el Prix d'Indochine. 
Fue elegido miembro del Instituto de Francia de la Academia de Bellas Artes en 1951, donde ocupó la silla de George Desvallières. Fue nombrado oficial de la Légion d'Honneur y pintor oficial de la Marina de Francia en 1945.